# 江迎町
江迎町（日语：／ Emukae chō */?）是位於日本長崎縣北部北松浦半島中央地區的城鎮，屬北松浦郡。

## 歷史
在昭和初期曾經因為煤礦產業而繁榮。

### 年表
- 1889年4月1日：實施町村制，設置江迎村。
- 1940年4月1日：改制為江迎町。

## 交通

### 鐵路
- 松浦鐵道
  - 西九州線：末橘車站、高岩車站 - 豬調車站 - 潛龍瀑布車站

|  |  |

## 觀光資源

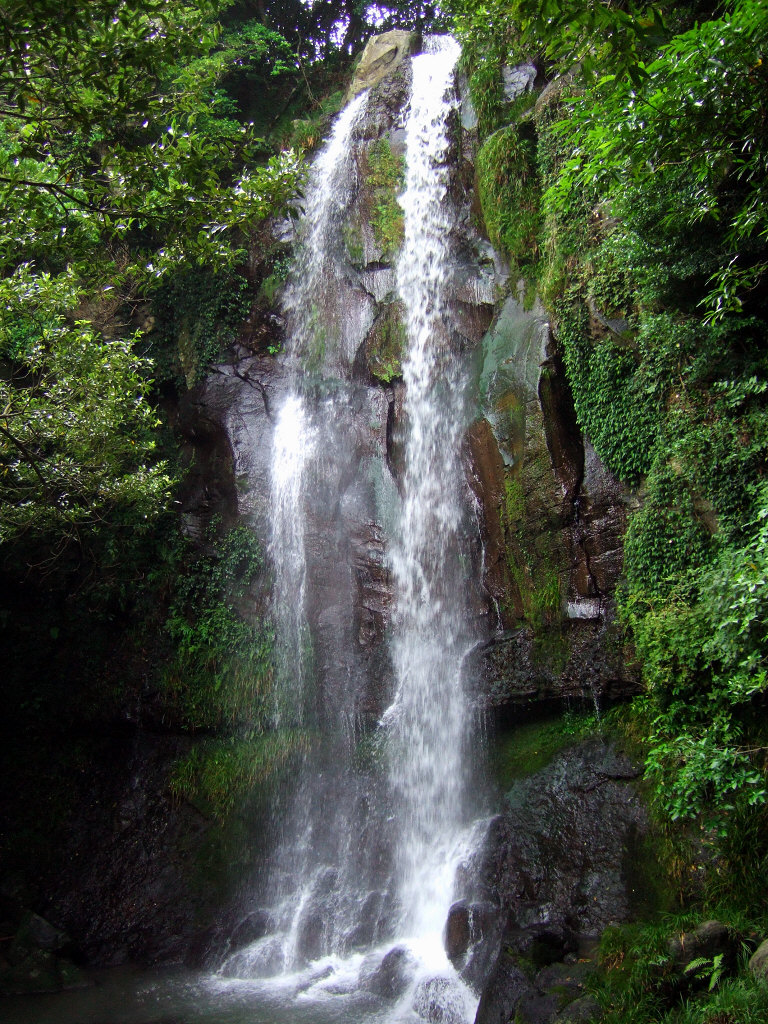
潛龍瀑布

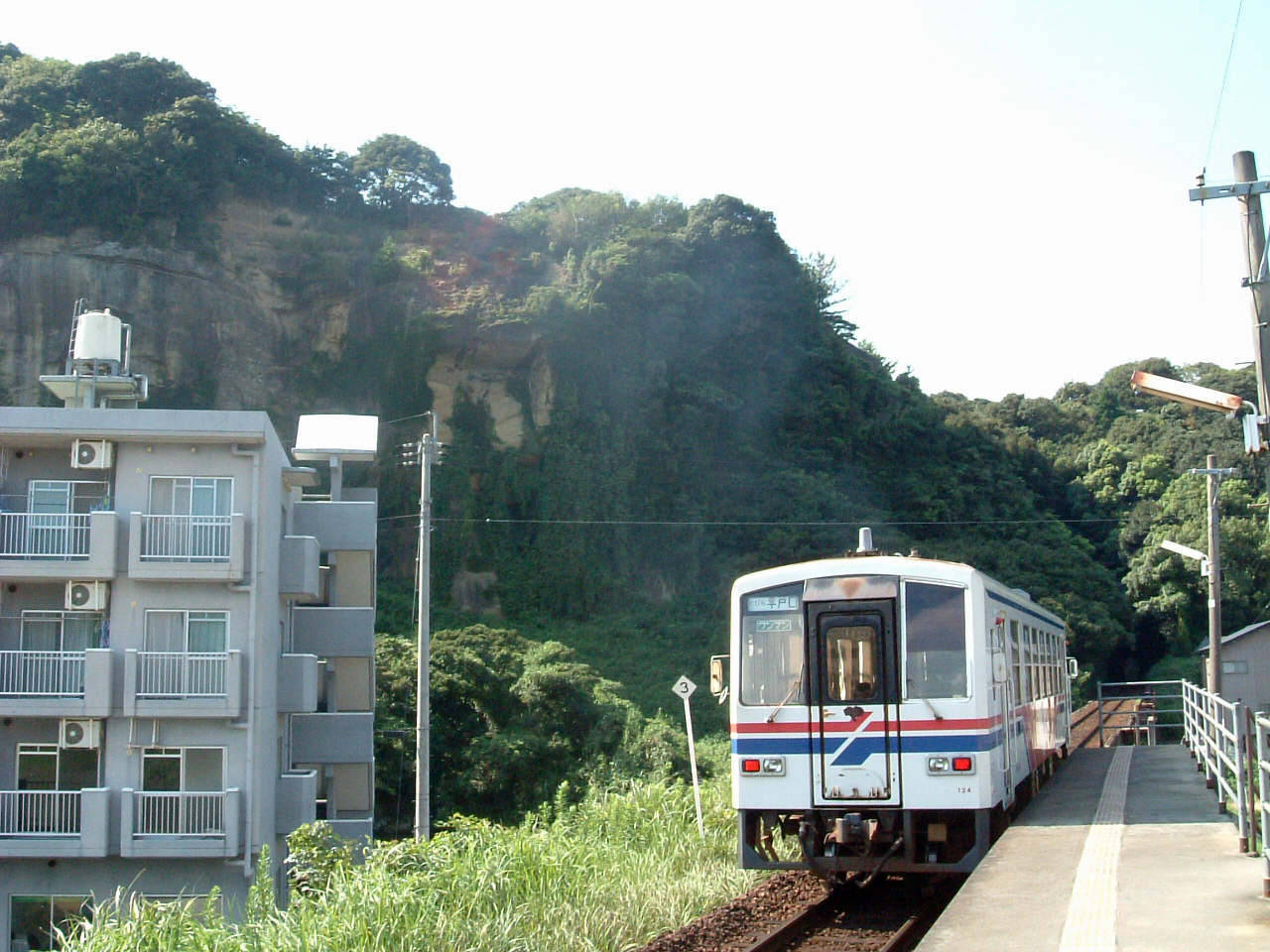
高岩與高岩車站

### 景點
- 潛龍瀑布
- 高岩

### 祭典
- 千燈篭祭：8月舉行

## 本地出身之人
- 新條真由：漫畫家

## 外部連結
- （日語） 佐世保市、江迎町、鹿町町合併協議會